# 薩普卡亞上校鎮
23°16′19″S 55°31′44″W / 23.27194°S 55.52889°W
薩普卡亞上校鎮（葡萄牙語：Coronel Sapucaia），是巴西的城鎮，位於該國西部，由南馬托格羅索州負責管轄，始建於1985年12月31日，面積1,029平方公里，海拔高度510米，2014年人口14,160，人口密度每平方公里13.76人。